# 嚴遂成
嚴遂成（1694年—？），字崧瞻，號海珊，烏程（現浙江湖州）人，清朝政治人物。

## 生平
嚴遂成於康熙年間中舉人，後於雍正二年（1724年）中甲辰科進士，官山西临县知县。后任雄州知州。著有《明史雜咏》、《海珊詩鈔》等書，《三垂岡》等詩。他與厲鶚、錢載、王又曾、袁牧及吳錫麒並稱“浙西六家”。